# 북조선로동당 제1차 대회
북조선로동당 제1차 대회(北朝鮮勞動黨第1次大會) 혹은 창립대회는 1946년 8월 28일부터 8월 31일까지 진행된 북조선로동당의 당대회다. 제1차 당대회 규약에는 ‘부강한 민주주의 독립국가’를 건설한다는 목표가 제시되었다.
김일성은 1947년 7월에 조선공산당 북조선분국 중앙조직위원회 제8차확대집행위원회에서 조선신민당과의 강제합당 및 합당 이후 당의 명칭을 ‘북조선로동당’으로 할 것을 결정하고 이를 강행하였다. 합당이 끝나자 공산당과 신민당 대표가 섞인 801명의 대의원으로 제1차 당대회가 열렸다.
당대회에서는 북조선로동당창립에 대한 보고 , 당강령에 대한 보고, 당규약에 대한 보고, 당기관지에 대한 보고, 당중앙위원회 및 당중앙검열위원회 선거 등의 의정이 진행되었으며, 김일성은 ‘당을 강유력한 전투부대로 만들기 위한 과업들을 제시’하여 신생 북조선로동당에서 강한 스탈린주의적 성격을 나타내었다.
또한 이 대회에서 이후 당 기관지인 《로동신문》과 《근로자》의 발행이 결정되었다.

## 통계
- 당원: 366,339명
- 당세포: 12,000개
- 대의원: 801명 (로동자 183명, 농민 157명, 인텔리겐챠 385명, 기타 76명)
- 당원의 인구비: 4%